# Ngongo Bakundi
Pour les articles homonymes, voir Ngongo.
Ngongo Bakundi (ou Ngongo Bakundu) est un village du Cameroun situé dans le département de la Meme et la Région du Sud-Ouest. Il fait partie de la commune de Mbonge.

## Population
En 1967 on y a dénombré 252 personnes, pour la plupart des Bakundu, du groupe Oroko.
Lors du recensement national de 2005, la localité comptait 1 932 habitants.